# Dubonnet

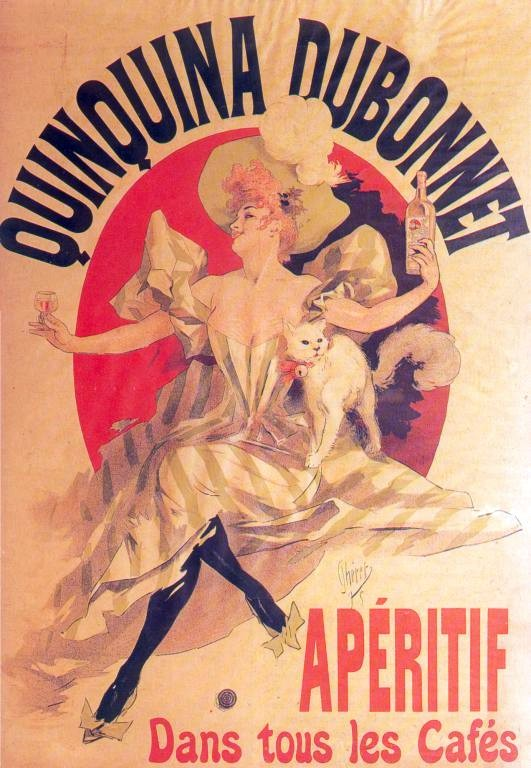
Französisches Werbeplakat von Jules Chéret (1895)

Der Dubonnet ist ein von Joseph Dubonnet im Jahre 1846 erstmals verkaufter Aperitif, der dem Wermut sehr ähnlich ist. 
Die Basis für den Dubonnet bildet Wein, der mit Chinarinde und weiteren Kräutern vergoren wird und dessen Gärung durch Alkoholzugabe gestoppt wird. Chinarinde galt im 19. Jahrhundert als Wundermittel gegen Malaria und generell als Allheil- und Stärkungsmittel. Es wurde bereits um 1830 vom Lyoner Arzt „Doktor Juppet“ als Tonikum entwickelt. Chinarinde wurde den Soldaten damals als Prophylaxe verabreicht, was anfangs auf heftigen Widerstand stieß, denn Chinarinde schmeckt extrem bitter. Likörhersteller Dubonnet sann im Jahr 1846 auf Abhilfe. Er mischte Mistelle und Gewürze mit Chinarinde, woraus ein leicht bitteres, aber überaus bekömmliches Getränk entstand. Nicht nur Soldaten, auch immer mehr Pariser fanden Gefallen an dem Aperitif und tauften ihn Quinquina Dubonnet. Damit wurde Dubonnet zu seiner Zeit zum Vorreiter einer Mode der auf Wein oder Traubenmost basierenden Aperitifs, die mit Chinarinde angereichert waren. Die Marke Dubonnet wurde 1976 von Pernod Ricard übernommen.
Dubonnet war das Lieblingsgetränk der britischen Königin Elisabeth II., die ihn mit einem Drittel Gordon’s Gin mischen und mit einer halben Zitronenspalte sowie zwei Eiswürfeln servieren ließ.